# میدل فریسکو (نیومکزیکو)
میدل فریسکو (به انگلیسی: Middle Frisco) یک منطقهٔ مسکونی در ایالات متحده آمریکا است که در نیومکزیکو واقع شده‌است. میدل فریسکو ۷۷ نفر جمعیت دارد و ۱٬۷۴۵٫۰ متر بالاتر از سطح دریا واقع شده‌است.